# Krzysztof Piskuła
Krzysztof Piskuła (ur. 19 sierpnia 1973 w Poznaniu) – polski piłkarz, reprezentant Polski. Po zakończeniu kariery w takich klubach jak Arka Gdynia, Warta czy Lech Poznań występował w lokalnych drużynach ze swojego miasta − Stelli oraz Fogo Luboń. W Lesie Puszczykowo zakończył karierę piłkarską.

## Kariera reprezentacyjna
19 czerwca 1999 roku zagrał w spotkaniu reprezentacji narodowej z drużyną Nowej Zelandii.

## Sukcesy
Lech Poznań
- Mistrzostwo Polski: 1992/1993
- Puchar Polski: 2003/2004
- Superpuchar Polski: 2004

Amika Wronki
- Puchar Polski: 1999/2000